# Mark Anatoljewitsch Sacharow

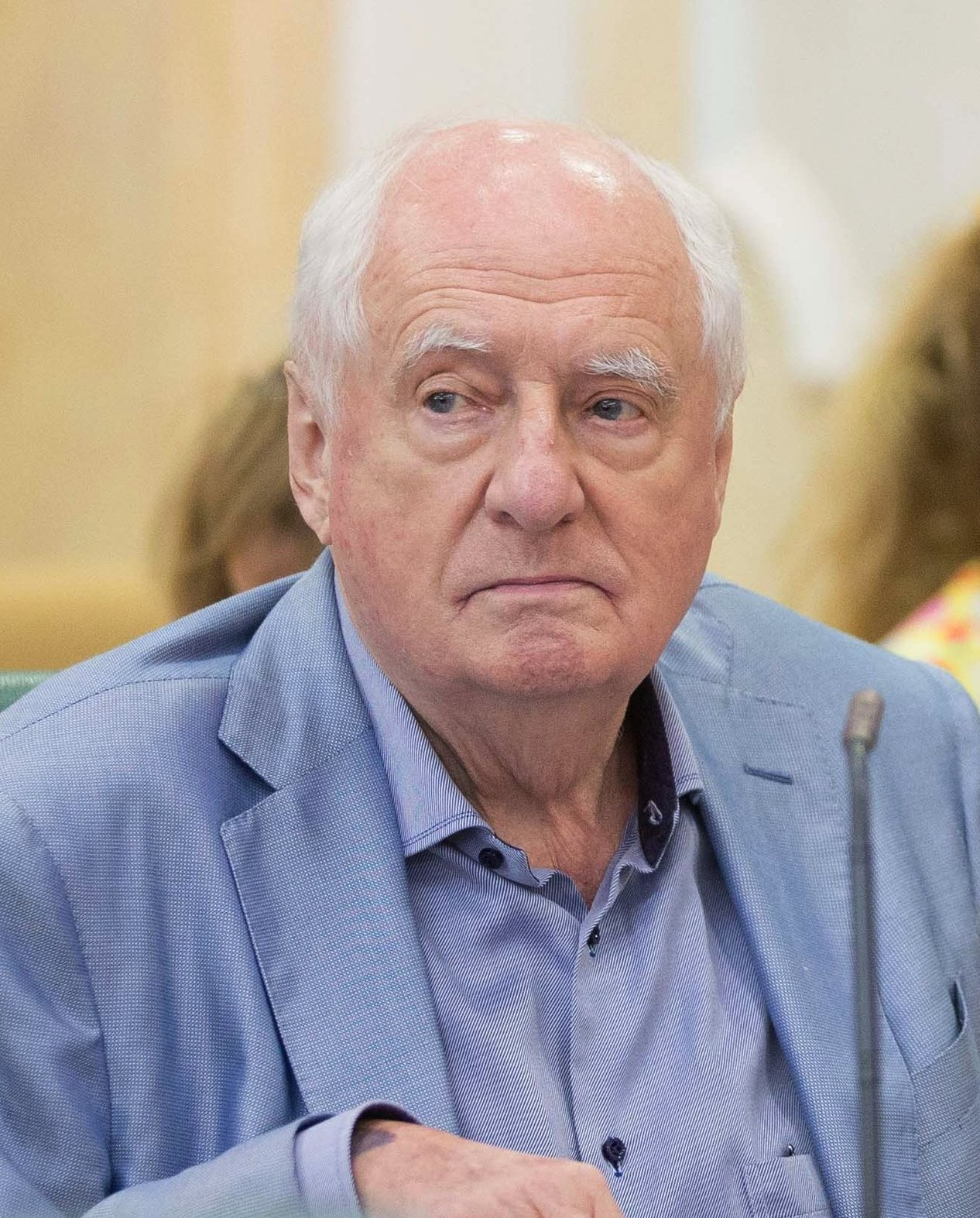
Mark Anatoljewitsch Sacharow, 2014

Mark Anatoljewitsch Sacharow (russisch Марк Анатольевич Захаров; wiss. Transliteration Mark Anatol'evič Zaharov; * 13. Oktober 1933 in Moskau; † 28. September 2019 ebenda) war ein russischer Film- und Theaterregisseur sowie Drehbuchautor. Zugleich war Mark Sacharow Professor an der Russischen Akademie für Theaterkunst (GITIS). Er hatte den Titel eines Volkskünstlers der UdSSR inne.
Mark Sacharows Vater war ein Soldat der Roten Armee im Russischen Bürgerkrieg, seine Mutter eine Schauspielerin. Sacharow wuchs in Moskau auf und wurde von seinen Eltern in seinen hartnäckigen Versuchen unterstützt, Schauspieler zu werden. Nach mehreren Versuchen wurde er aufgenommen und absolvierte die Schauspielschule des staatlichen Theaterinstituts im Jahr 1955.
Sacharow stellte eine Schauspieltruppe zusammen, die mit ihm im Moskauer Lenkom-Theater arbeitete, darunter Jewgeni Leonow, Inna Tschurikowa, Leonid Bronewoi, Oleg Jankowski, Alexander Abdulow, Nikolai Karatschenzow, Alexander Sbrujew, Alexandra Sacharowa, Tatjana Krawtschenko, Alexander Lasarew und Dmitri Pewzow. Mit diesen und anderen Schauspielern drehte er zudem zahlreiche Spielfilme, die landesweite Berühmtheit erlangten.
Mark Sacharow leitete das Moskauer Lenkom-Theater seit 1973 und prägte in dieser Zeit die theatralische Landschaft Moskaus entscheidend mit.
Nach Mark Sacharow ist der von Ljudmila Tschernych 1974 entdeckte Kleinplanet (5359) Markzakharov benannt. 2018 wurde er als Held der Arbeit ausgezeichnet.

## Filmographie (Auswahl)
- 1976 – Zwölf Stühle (Двенадцать стульев)
- 1978 – Ein gewöhnliches Wunder (Обыкновенное чудо)
- 1979 – Genau jener Münchhausen (Тот самый Мюнхгаузен)
- 1982 – Das Haus, das Swift erbaute (Дом, который построил Свифт) – erste TV-Ausstrahlung aus politischen Gründen erst Ende 1985
- 1984 – Formel der Liebe (Формула любви)
- 1988 – Den Drachen töten (Убить дракона)